# Pedro (ur. 2006)
Pedro Henrique Silva dos Santos (ur. 5 lutego 2006 w São Paulo) – brazylijski piłkarz grający na pozycji skrzydłowego w rosyjskim klubie Zenit Petersburg.

## Sukcesy

### Brazylia U-20
- Mistrzostwa Ameryki Południowej U-20: 2023[2], 2025[3]